# Oberhausalm
Die Oberhausalm, auch Ortsteil Oberhaus, ist eine Alm in der Fraktion Oberrotte der Gemeinde St. Jakob in Defereggen.

## Lage
Der Ortsteil Oberhaus liegt nordwestlich der Patscher Alm im hinteren Teil des Defereggentals. Oberhaus beginnt am Ende des öffentlichen Fahrweges ins Hintere Defereggental mit einem Parkplatz und dem mittlerweile geschlossenen Alpengasthaus Oberhaus (Oberhaus 1) am linken Ufer des Großbachs. Rund 500 Meter nordwestlich bzw. taleinwärts liegt die Oberhausalm am Talboden rechts des Oberhausbachs kurz vor dessen Einmündung in die Schwarzach. Die Oberhausalm (Oberhaus 2) besteht aus zwei Gebäuden, an denen nördlich der hier nicht mehr öffentlich befahrbare Weg zu den Seebachalmen und weiter zur Jagdhausalm vorbeiführt. An den Südwestflanken über Oberhaus liegt der Oberhauser Zirbenwald.
Die umfangreichen Almflächen der Oberhausalm reichen im Süden fast bis zur Einmündung des Patscher Tals. So bildet im Südwesten die Ostflanke des Rothorn die Grenze zur Patscher Alm, im Südosten reicht die Oberhausalm am Talboden bis zum Großbach und oberhalb des Zirbenwaldes bis zur Westflanke des Hutners. Im Norden reichen die Almflächen bis zum Seebach bzw. bis zur Linie Bruchbach - Totenkarspitze. Nördlich der Oberhausalm schließt sich das Almgebiet der Unteren Seebachalm an.

## Geschichte
Während die nördlich gelegenen Almen oberhalb der Unteren Seebachalm traditionell von Südtiroler Bauern bewirtschaftet wurden, wurde die Oberhauser Alm wie die Patscher Alm und die Untere Seebachalm den Osttiroler Bauern bewirtschaftet. Die Oberhausalm stand wie auch die Patscher Alm und die beiden Seebachalmen im Besitz des Haller Damenstift-Fonds. Zur Oberhaus-Alm gehörte dabei auch die hochgelegene Prenaigen Alm. 1789 wurden die vier Almen versteigert, der Großteil der Oberhausalpe ging in diesem Jahr an 33 Interessenten aus Oberdrum, die für die Alm 3178 Florint mit Grasrechten für 380 Rinder bezahlten. Die Oberdrumer mussten sich jedoch verpflichten, bis zu 200 Rinder aus anderen Gemeinden auf der Alm zu dulden. Die Hirten der Oberhausalm nutzten auch die ausgedehnte Waldweide des Oberhauser Zirbenwaldes für die Weidehaltung.
Der Viehtrieb der Oberdrumer Rinder erfolgte bis 1963 auf der Felbertauern- bzw. Defereggentalstraße, wobei die Rinder in Erlsbach ruhten.

## Tourismus
Oberhaus dient als Ausgangspunkt für Touren in das Hintere Defereggental zur Jagdhausalm und zum Klammljoch.